# Mercedes-Benz Citaro
Mercedes-Benz Citaro er en busmodel fremstillet af Mercedes-Benz.
I Movia-området benyttes typen af Nobina på mange af deres linjer i Nordsjælland og Hovedstadsområdet, samt af Keolis Danmark på linje 4A og linje 350S.